# Ğ
Ğ, eller som minuskel ğ, er et bogstav, der bruges på tyrkisk, aserbajdsjansk, de berbiske sprog, krimtatarisk og tatarisk. Ğ'ets unicode er U+011E for majusklen og U+011F for minusklen.

## Tyrkisk brug
På tyrkisk kalder man ğ for yumuşak ge (udtales nogenlunde jumusjak gje). Det er det niende bogstav i det tyrkiske alfabet. Ğ'et på tyrkisk minder om det bløde g på dansk, men forlænger den foregående vokal. F.eks. udtales det tyrkiske ord "dağ" (bjerg) med et langt åbent a (som ar i far på dansk).
Et ğ kan kun være placeret efter en vokal, og derfor starter ingen ord med ğ. Hvis ğ'et står mellem to vokaler, som det gør i det tyrkiske ord "olduğunu" (er), bliver det stumt. I visse dialekter udtales ğ endnu som en velær approksimant - [ɣ ~ ɰ].